# Befaria imthurnii
Befaria imthurnii là một loài thực vật có hoa trong họ Thạch nam. Loài này được N.E. Br. mô tả khoa học đầu tiên năm 1901.